# Fede, ragione e università
La lectio magistralis "Fede, ragione e università - Ricordi e riflessioni", tenuta il 12 settembre 2006 dal papa Benedetto XVI presso l'Università di Ratisbona durante il suo viaggio in Baviera, rappresentò un intervento sul tema dei rapporti tra fede e ragione di importante rilievo sul piano culturale e teologico cattolico.
Il discorso papale causò violente reazioni nel mondo islamico, soprattutto a causa di una citazione dell'imperatore bizantino Manuele II Paleologo, tratta da un suo scritto sulla guerra santa, redatto probabilmente tra il 1394 e il 1402: oltre a numerose proteste di piazza, furono infatti assaltati e incendiati diversi luoghi di culto cristiani.

## Contenuti della lectio: fede e ragione
I temi centrali del discorso di Ratisbona possono essere così riassunti: "il rapporto tra fede e ragione; l'analogia, nella differenza, tra Dio e l'uomo; il nesso tra religione e civiltà (come nel discorso di Monaco); la scientificità moderna, con il suo valore; la necessità di «allargare l'illuminismo» [...] Ciò che importa al papa, nella lezione all'Università di Ratisbona, è questo: «L'affermazione decisiva in questa argomentazione contro la conversione mediante la violenza è: non agire secondo ragione è contrario alla natura di Dio»". (Enrico Peyretti)
Secondo un altro commentatore, invece, "Papa Wojtyla nel 1996 riconobbe il darwinismo come una «teoria corroborata da prove convergenti e provenienti da discipline diverse», non in contrasto con un «salto ontologico» riguardante la natura umana. Papa Ratzinger nella Conferenza di Ratisbona ha ripreso la distinzione tra una «ragione ristretta» tipica della scienza e una «ragione estesa» che coincide con la fede e che comprenderebbe in sé la prima secondo la visione di Ratzinger. Alla luce di questa ragione estesa, il darwinismo diventa irrazionale, o almeno dotato di una razionalità inferiore. Si apre così un conflitto non tra scienza e fede, ma tra due razionalità di rango diverso»". (Telmo Pievani)

### Contro ogni violenza ed ogni "guerra santa": la spada e la ragione
Il papa esordisce affermando che è "necessario e ragionevole interrogarsi su Dio per mezzo della ragione".
Prende come spunto il dialogo tra Manuele II Paleologo e un persiano colto, come curato dal prof. Khoury. Nel dialogo si afferma che Maometto ha introdotto solo "cose cattive e disumane, come la sua direttiva di diffondere per mezzo della spada la fede", ma, secondo Manuele II, ciò è irragionevole e "non agire secondo ragione è contrario alla natura di Dio".
Khoury commenta che invece per l'Islam "Dio è assolutamente trascendente. La sua volontà non è legata a nessuna delle nostre categorie, fosse anche quella della ragionevolezza". Cita anche un islamista francese, il quale rileva che Ibn Ḥazm "si spinge fino a dichiarare che Dio non sarebbe legato neanche dalla Sua stessa parola e che niente lo obbligherebbe a rivelare a noi la verità. Se fosse sua volontà, l'uomo dovrebbe praticare anche l'idolatria".
Con parole proprie e con l'ausilio di citazioni, così il papa si è pronunciato nettamente contro ogni forma di imposizione violenta di un credo religioso: "La violenza è in contrasto con la natura di Dio e la natura dell'anima. Dio non si compiace del sangue. La fede è frutto dell'anima, non del corpo. Chi quindi vuole condurre qualcuno alla fede ha bisogno della capacità di parlare bene e di ragionare correttamente, non invece della violenza e della minaccia".
Il discorso papale non può non avere una portata di carattere più generale e non dovrebbe riferirsi in modo specifico all'Islam, dal momento che lungo e intenso è stato nella Chiesa il dibattito fra chi - Tertulliano, Origene e Lattanzio ad esempio - rifiutava il ricorso alle armi qualificandosi seguace di Gesù Cristo, e chi preferì invece elaborare il concetto di "guerra giusta" (bellum pium) e "legittima", quando ci si fosse trovati di fronte alla necessità di fermare una violenza non provocata, portata in modo diretto contro altri uomini: corrente ideologica quest'ultima affermatasi poi di fatto nel successivo cristianesimo, che rimprovererà (tra le altre cose) a Catari e Lollardi il loro pacifismo senza eccezioni.

### Pensiero greco e fede: il Logos
Uno dei cardini del discorso papale è rappresentato dalla "convinzione che agire contro la ragione sia in contraddizione con la natura di Dio" e che nell'elemento del Logos si trovi "la profonda concordanza tra ciò che è greco nel senso migliore e ciò che è fede in Dio sul fondamento della Bibbia".
Ratzinger commenta che Giovanni ha iniziato il prologo del suo Vangelo con le parole: "In principio era il λόγος" e il logos (λόγος), che significa insieme ragione e parola, è Dio. Quindi, "l'incontro tra il messaggio biblico e il pensiero greco non era un semplice caso".
Il papa ne trae la conclusione che "la fede biblica, durante l'epoca ellenistica, andava interiormente incontro alla parte migliore del pensiero greco": è per questo che, partendo dall'intima natura della fede cristiana e, al contempo, dalla natura del pensiero greco fuso ormai con la fede, Manuele II poteva dire: Non agire "con il logos" è contrario alla natura di Dio.
Esistono quindi per il pontefice due possibili interpretazioni della divinità: un Dio razionale secondo i canoni umani, che possa quindi essere interpretato dalla ragione, ed un Dio completamente oscuro e trascendente il cui operato non può essere riportato all'esperienza degli uomini, i quali devono accettare le sue azioni solo attraverso la fede.
Il papa conclude dando il vantaggio al Dio razionale, opzione che, peraltro, non era e non è scontata per tutti gli uomini: ad esempio, per la dottrina musulmana, Dio è assolutamente trascendente e la sua volontà non è legata a nessuna delle nostre categorie, nemmeno a quella della ragionevolezza. Per questo "Ibn Ḥazm si spinge fino a dichiarare che Dio non sarebbe legato neanche dalla Sua stessa parola e che niente lo obbligherebbe a rivelare a noi la verità. Se fosse Sua volontà, l'uomo dovrebbe praticare anche l'idolatria".

### Deviazioni nel Tardo Medioevo
Benedetto XVI ricorda che nel Tardo Medioevo "si sono sviluppate nella teologia tendenze che rompono questa sintesi tra spirito greco e spirito cristiano", smarrendo il filo di uno sviluppo coerente del reciproco positivo dialogo.
In quel periodo emersero posizioni più vicine all'idea islamica dell'assoluta trascendenza di Dio, non dissimili da quelle di Ibn Ḥazm, capaci di "portare fino all'immagine di un Dio-Arbitrio, che non è legato neanche alla verità e al bene": è il caso di Duns Scoto, secondo cui "noi di Dio conosceremmo soltanto la voluntas ordinata. Al di là di essa esisterebbe la libertà di Dio, in virtù della quale Egli avrebbe potuto creare e fare anche il contrario di tutto ciò che effettivamente ha fatto".
In contrasto con ciò, "la fede della Chiesa si è sempre attenuta alla convinzione che tra Dio e noi, tra il suo eterno Spirito creatore e la nostra ragione creata esista una vera analogia, in cui (come dice il Concilio Lateranense IV nel 1215) certo le dissomiglianze sono infinitamente più grandi delle somiglianze, non tuttavia fino al punto da abolire l'analogia e il suo linguaggio. Dio non diventa più divino per il fatto che lo spingiamo lontano da noi in un volontarismo puro ed impenetrabile, ma il Dio veramente divino è quel Dio che si è mostrato come logos e come logos ha agito e agisce pieno di amore in nostro favore".
Il patrimonio greco, "criticamente purificato", è quindi "una parte integrante della fede cristiana".

### Tre onde dellade-ellenizzazione
Tuttavia, a quest'ultima tesi, "si oppone la richiesta della de-ellenizzazione del cristianesimo, una richiesta che dall'inizio dell'età moderna domina in modo crescente la ricerca teologica" e, secondo Benedetto XVI, "si possono osservare tre onde nel programma della de-ellenizzazione".
La Riforma protestante del XVI secolo, che rifiuta il condizionamento della filosofia e "cerca la pura forma primordiale della fede, come essa è presente originariamente nella Parola biblica". Kant "ha agito in base a questo programma" e "ha ancorato la fede esclusivamente alla ragione pratica, negandole l'accesso al tutto della realtà".
La teologia liberale del XIX e del XX secolo, muovendo dalla "distinzione di Pascal tra il Dio dei filosofi ed il Dio di Abramo, Isacco e Giacobbe", auspica un "ritorno al semplice uomo Gesù e al suo messaggio semplice". "Nel sottofondo c'è l'autolimitazione moderna della ragione, espressa in modo classico nelle 'critiche' di Kant, nel frattempo però ulteriormente radicalizzata dal pensiero delle scienze naturali", che da una parte "presuppone la struttura matematica della materia, la sua per così dire razionalità intrinseca" e, dall'altra, "tratta della utilizzabilità funzionale della natura per i nostri scopi, dove solo la possibilità di controllare verità o falsità mediante l'esperimento fornisce la certezza decisiva". Tale approccio "esclude il problema Dio, facendolo apparire come problema ascientifico o pre-scientifico".
Ma "se la scienza nel suo insieme è soltanto questo, allora è l'uomo stesso che con ciò subisce una riduzione. Poiché allora gli interrogativi propriamente umani, cioè quelli del 'da dove' e del 'verso dove', gli interrogativi della religione e dell'ethos, non possono trovare posto nello spazio della comune ragione descritta dalla 'scienza' intesa in questo modo e devono essere spostati nell'ambito del soggettivo".

### Scienza e fede
I contributi positivi portati dalla scienza e più in generale dallo sviluppo moderno dello spirito sono da salutare favorevolmente: "tutti siamo grati per le grandiose possibilità che esso ha aperto all'uomo e per i progressi nel campo umano che ci sono stati donati".
Riprendendo il concetto del logos come elemento unificante, Benedetto XVI afferma che "l'ethos della scientificità, del resto, è volontà di obbedienza alla verità e quindi espressione di un atteggiamento che fa parte delle decisioni essenziali dello spirito cristiano".
Nell'attuale terza onda di de-ellenizzazione, prosegue Benedetto XVI, "in considerazione dell'incontro con la molteplicità delle culture si ama dire oggi che la sintesi con l'ellenismo, compiutasi nella Chiesa antica, sarebbe stata una prima inculturazione, che non dovrebbe vincolare le altre culture".
Si deve invece procedere verso "un allargamento del nostro concetto di ragione e dell'uso di essa".
Per combattere le minacce derivanti da un uso distorto delle conquiste scientifiche esiste un'unica strada possibile: "solo se ragione e fede si ritrovano unite in un modo nuovo; se superiamo la limitazione autodecretata della ragione a ciò che è verificabile nell'esperimento, e dischiudiamo ad essa nuovamente tutta la sua ampiezza". Perciò, la teologia, intesa "come interrogativo sulla ragione della fede, deve avere il suo posto nell'università e nel vasto dialogo delle scienze".

### Dialogo tra culture e religioni
"Solo così diventiamo anche capaci di un vero dialogo delle culture e delle religioni". "Le culture profondamente religiose del mondo vedono proprio in questa esclusione del divino dall'universalità della ragione un attacco alle loro convinzioni più intime".
Il mondo ha un "urgente bisogno" di dialogo tra le diverse culture e religioni.
Da questa premessa il papa ricava uno tra i messaggi centrali del suo discorso: "Nel mondo occidentale domina largamente l'opinione che soltanto la ragione positivista e le forme di filosofia da essa derivanti siano universali. Ma le culture profondamente religiose del mondo vedono proprio in questa esclusione del divino dall'universalità della ragione un attacco alle loro convinzioni più intime. Una ragione, che di fronte al divino è sorda e respinge la religione nell'ambito delle sottoculture, è incapace di inserirsi nel dialogo delle culture".
Pertanto, alle scienze naturali compete studiare ed accettare la struttura razionale della materia e la corrispondenza tra il nostro spirito e le strutture razionali operanti nella natura come un dato di fatto; viceversa, "la domanda sul perché di questo dato di fatto deve essere affidata dalle scienze naturali ad altri livelli e modi del pensare, alla filosofia e alla teologia".

### Conclusioni
La conclusione è un invito al dialogo e al riavvicinamento fra fede e ragione (nell'università) e fra le diverse fedi:
«Il coraggio di aprirsi all'ampiezza della ragione, non il rifiuto della sua grandezza – è questo il programma con cui una teologia impegnata nella riflessione sulla fede biblica, entra nella disputa del tempo presente. "Non agire secondo ragione, non agire con il logos, è contrario alla natura di Dio", ha detto Manuele II, partendo dalla sua immagine cristiana di Dio, all'interlocutore persiano. È a questo grande logos, a questa vastità della ragione, che invitiamo nel dialogo delle culture i nostri interlocutori. Ritrovarla noi stessi sempre di nuovo, è il grande compito dell'università.»

## Origine della controversia
La citazione di Manuele II Paleologo, ripresa nel discorso pronunciato dal papa e da cui sono scaturite le polemiche, è la seguente:
(Benedetto XVI)
La frase contestata, citata nell'occasione da Benedetto XVI, è dunque la seguente:
(Manuele II Paleologo)
Ad ogni modo, prima e dopo la frase succitata, nella lezione il Papa precisa il motivo della citazione, senza alcun intento provocatorio.

## Reazioni
Le reazioni furono disomogenee, sia nel mondo islamico sia in quello cristiano. Nel primo caso si passò dall'indignazione delle maggiori cariche civili e religiose degli Stati a prevalenza musulmana con aspre proteste di piazza annesse (a volte anche decisamente offensive), fino ad arrivare a minacce di morte nei confronti di Benedetto XVI da parte di gruppi estremisti quali ad esempio al-Qāʿida, ʿIrāq al-Jihādiyya (Iraq jihādista) o Jaysh al-Mujāhidīn (Esercito dei Mujāhidīn). Nel mondo islamico si sono verificati inoltre diversi assalti e incendi a chiese e luoghi di culto cattolici. Anche l'omicidio della suora italiana Leonella Sgorbati, operante a Mogadiscio da molti anni, probabilmente legato alla lezione di Ratisbona, ha contribuito a far esprimere "vivo rammarico" a Benedetto XVI, durante l'Angelus domenicale, in merito alla situazione che si era creata:
(Papa Benedetto XVI, 17 settembre 2006)
Tale espressione di rammarico fu accettata da molti Paesi islamici, mentre altri si attendevano vere e proprie scuse formali.
Tra coloro che hanno accettato immediatamente l'invito al dialogo del papa vi fu il presidente dell'Iran, Mahmud Ahmadinejad, che il 19 settembre 2006, esprimendo "rispetto per il Papa" e suggerendo che le parole del papa siano state "modificate", ha dichiarato, riguardo al modo nel quale i media hanno riferito del discorso del pontefice:
(Mahmud Ahmadinejad)
Ahmadinejad colse comunque l'occasione di sottolineare come, malgrado i valori cristiani contengano un ripudio della violenza, a suo avviso «tutte le guerre del XX secolo sono state provocate da nazioni europee e dagli Stati Uniti». La posizione del Presidente iraniano ha di fatto smentito una dichiarazione di tutt'altro tenore rilasciata il giorno prima da Ali Khamenei, supremo leader iraniano, che aveva accusato il papa di esser parte di una «crociata condotta dagli USA e dai sionisti».
Nei Paesi di tradizione cristiana si levarono voci in aperta difesa del pontefice, anche da parte di istituzioni laiche preoccupate di difenderne il diritto alla manifestazione del pensiero. Così la Commissione europea, per bocca del portavoce Johannes Laitenberger, difendendo «la libertà d'espressione del Papa», ha giudicato «sbagliato» estrapolare la citazione oggetto di controversia dal discorso pronunciato da papa Ratzinger a Ratisbona e giudicarla separatamente dal contesto:
(Johannes Laitenberger, portavoce della Commissione europea)

Un'altra testimonianza di solidarietà verso il Pontefice pervenne dall'autore de I versi satanici, lo scrittore indiano Salman Rushdie, in un'intervista rilasciata a "Specchio" (settimanale de La Stampa):
(Salman Rushdie)

Anche André Glucksmann, filosofo francese sessantottino e maoista, libertario e antinichilista, all'indomani del discorso di Benedetto XVI a Ratisbona difese il pontefice:
(André Glucksmann)

Non mancarono però critiche formali al discorso di Ratzinger, anche da parte di esponenti religiosi, fra i quali padre Tom Michel, responsabile del dialogo con l'Islam per la Compagnia di Gesù e per la Federazione delle Conferenze episcopali dell'Asia (Fabc) e consultore del Pontificio consiglio per il dialogo interreligioso:
(Padre Tom Michel)
 Inoltre, sempre padre Michael ha espresso il timore che la fiducia reciproca costruita da Giovanni Paolo II con il mondo islamico potesse regredire:
(Padre Tom Michel)